# 王昭仪 (唐顺宗)
王昭仪（?—?），唐朝妃嬪，唐顺宗李诵的昭仪，为二品九嫔之一。
原为承徽，承徽是太子嫔妃，位在良媛之下，正五品，设十人。当时太子李诵有八个承徽：有王承徽、赵承徽、王承徽、王承徽、崔承徽、杨承徽、牛承徽、张承徽。贞元二十一年（805年）五月甲辰，唐顺宗册封王承徽为昭仪。王昭仪生顺宗七子郇王李综、八子邵王李约、十八子岳王李绲，元和元年（806年）八月甲子日，其子李结封为郇王，王昭仪被尊封为郇国太妃。